# Distrito electoral de Mother Lake (condado de Cherry, Nebraska)
Mother Lake (en inglés: Mother Lake Precinct) es un distrito electoral ubicado en el condado de Cherry en el estado estadounidense de Nebraska. En el Censo de 2010 tenía una población de 77 habitantes y una densidad poblacional de 0,15 personas por km².

## Geografía
Mother Lake se encuentra ubicado en las coordenadas 42°11′1″N 101°52′37″O / 42.18361, -101.87694. Según la Oficina del Censo de los Estados Unidos, Mother Lake tiene una superficie total de 511.75 km², de la cual 501.2 km² corresponden a tierra firme y (2.06%) 10.55 km² es agua.

## Demografía
Según el censo de 2010, había 77 personas residiendo en Mother Lake. La densidad de población era de 0,15 hab./km². De los 77 habitantes, Mother Lake estaba compuesto por el 98.7% blancos, el 0% eran afroamericanos, el 1.3% eran amerindios, el 0% eran asiáticos, el 0% eran isleños del Pacífico, el 0% eran de otras razas y el 0% pertenecían a dos o más razas. Del total de la población el 7.79% eran hispanos o latinos de cualquier raza.